# Christer Basma
Christer Basma (Oslo, Noruega, 1 de agosto de 1972) es un exfutbolista noruego, se desempeñaba como defensa central o lateral derecho y jugó gran parte de su carrera en el Rosenborg BK. Actualmente ejerce de entrenador.

## Clubes
| Club            | País    | Año         |
| --------------- | ------- | ----------- |
| Bærum SK        | Noruega | 1990 - 1992 |
| Kongsvinger IL  | Noruega | 1993 - 1994 |
| Stabæk IF       | Noruega | 1995 - 1998 |
| Rosenborg BK    | Noruega | 1998 - 2008 |
| Ranheim Fotball | Noruega | 2010        |

- Datos: Q2531588